# 帕洛 (韦斯卡省)
帕洛，是西班牙阿拉贡自治区韦斯卡省的一个市镇。总面积14平方公里，总人口27人（2018年），人口密度3人/平方公里。